# Hellinsia beneficus
Hellinsia beneficus là một loài bướm đêm thuộc họ Pterophoridae. Nó là loài bản địa của México, nhưng được du nhập vào Hawaii năm 1959 và 1965 (không thành công) và 1973 (thành công) để khống chế Mistflower.
Ấu trùng ăn Ageratina riparia.